# Уличное освещение
Уличное освещение — искусственные источники света, намеренно размещаемые в местах появления людей в целях улучшения оптической видимости в тёмное время суток. Средства уличного освещения получили широкое распространение и в настоящее время размещаются повсеместно, применяются на автомобильных и пешеходных дорогах, в общественных местах, на зданиях, в парках и везде, где ведётся ночная деятельность человека. На сегодняшний день освещение, как правило, осуществляется светодиодными лампами, закреплёнными на мачтах, столбах, путепроводах и других опорах. Лампы включаются ночью автоматически с помощью элементов системы управления освещением либо вручную из диспетчерского пункта.

## Виды освещения

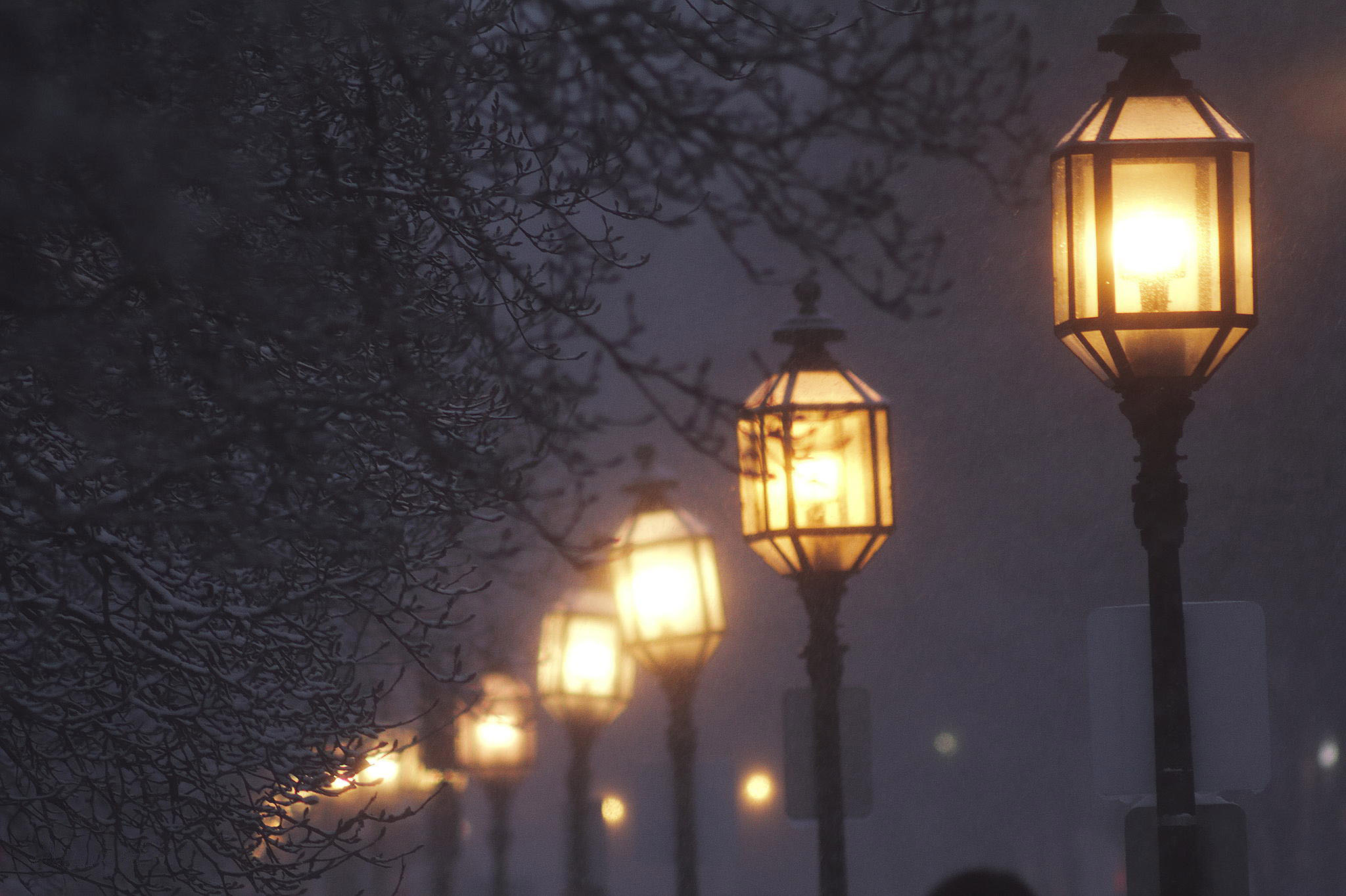
Уличные фонари ночью

Использование уличного освещения регулируется СНиП 23-05-95, который был изменён в 2011 году с целью разрешения широкого применения светодиодной техники.
- Для освещения магистралей, кольцевых и других крупных автодорог используются фонари с рефлектором. Рефлектор необходим для концентрации света в направлении автодороги. Мощность лампы, устанавливаемой в фонарь, составляет 250—400 ватт. Фонари устанавливаются на достаточно большой высоте для того, чтобы опоры можно было располагать на большом расстоянии друг от друга.
- Для освещения второстепенных дорог может использоваться как рефлекторное, так и рассеянное освещение. Фонари снабжаются рельефным прозрачным плафоном, рассеивающим лучи на дальнее расстояние. Мощность ламп составляет 70—250 ватт.
- Для освещения пешеходных тротуаров, парков, лесов, велосипедных дорожек и остановок общественного транспорта используется рассеянное освещение. При конструкции таких фонарей особое внимание уделяется плафону, рассеивающему лучи. Обычно они делаются либо в форме шара, либо в форме цилиндра. Для большего рассеивания лучей света на плафоны цилиндрической формы устанавливаются прозрачные кольца, имеющие рельефную форму. Мощность используемых в таких фонарях ламп составляет 40-125 ватт в зависимости от дистанции, на которой установлены фонари друг от друга
- Подсветка информационных объектов: номеров домов, дорожных знаков, наружной рекламы. Используются как информационные объекты с внутренней подсветкой, так и подсветка специальными лампами и прожекторами.
- Архитектурное освещение (подсветка) — декоративная подсветка фасадов зданий и других архитектурных объектов.

Виды фонарей
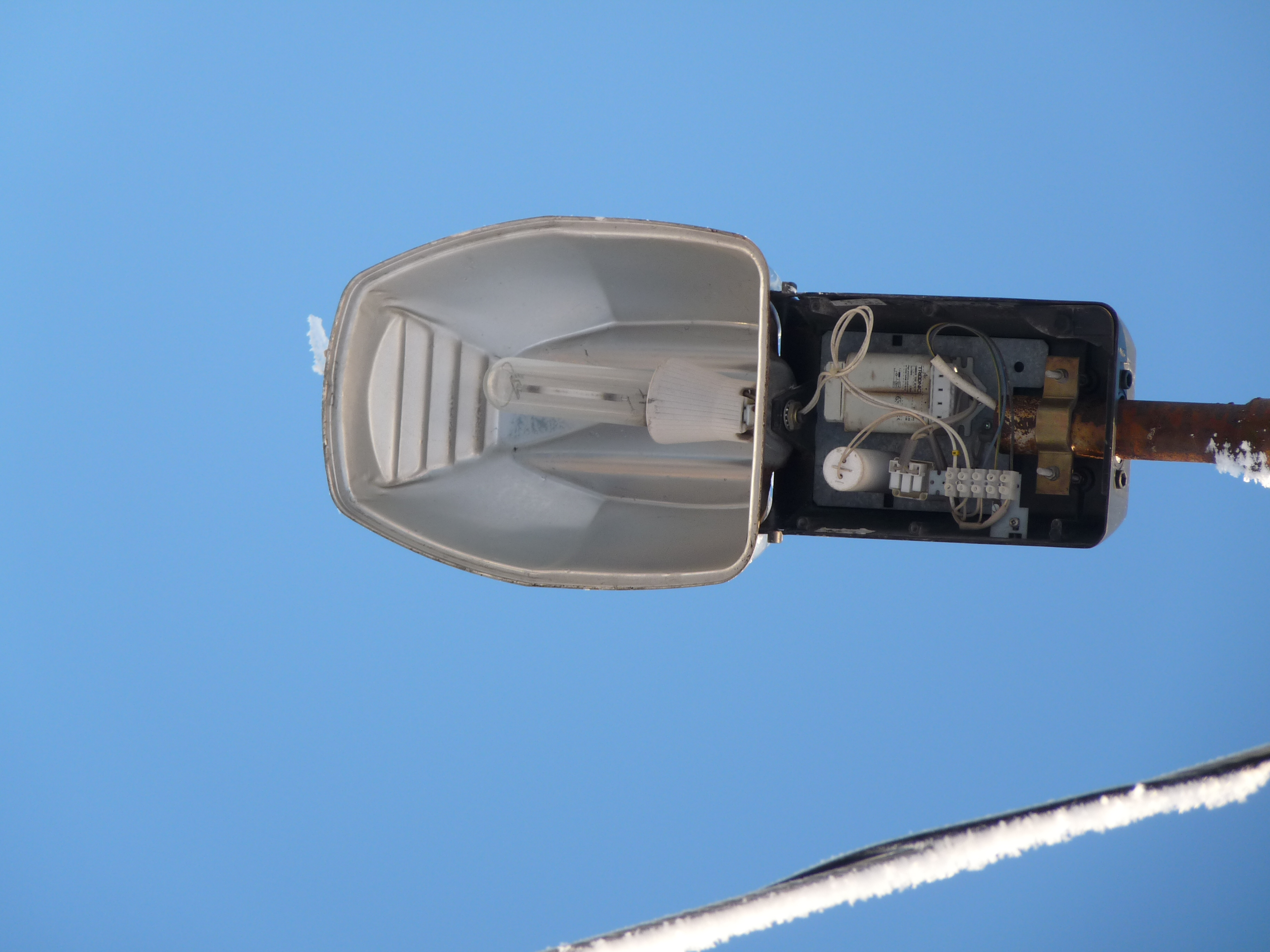
Устройство уличного светильника с лампой ДНаТ
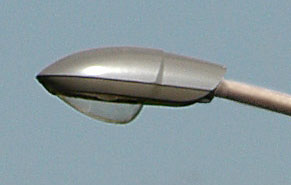
Светильник, снабжённый рельефным плафоном
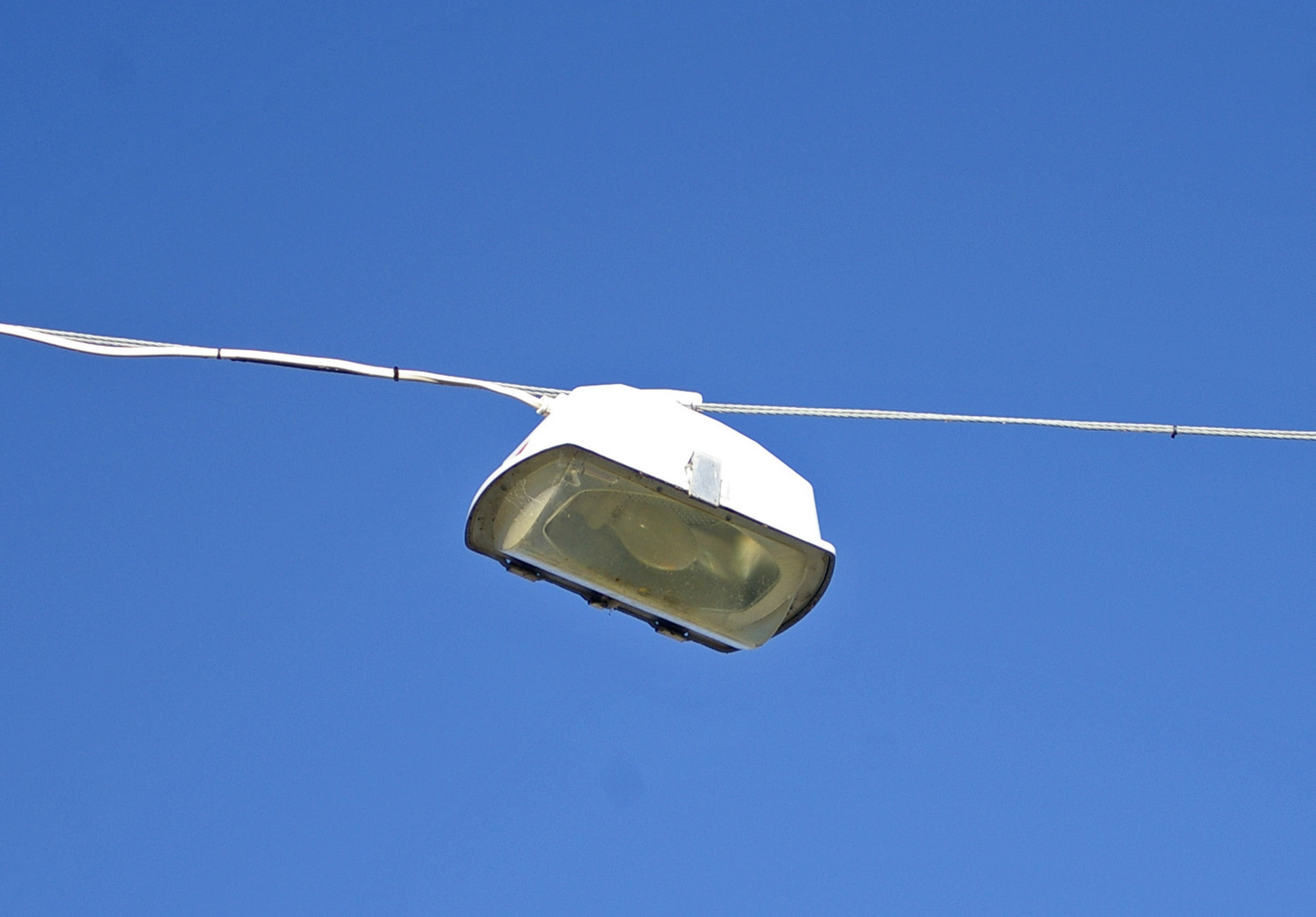
Светильник, подвешенный на струне

В начале XXI века в большинстве уличных фонарей использовались дуговые лампы различных видов, в основном ртутные и натриевые. В настоящее время идёт активная замена дугового освещения на светодиодное. С 2010 года в России запущена программа внедрения уличного светодиодного освещения, что связано с открытием в Санкт-Петербурге завода по сборке светодиодных ламп «Оптоган». Первым городом в России, где было произведено массовое внедрение светодиодов в систему уличного освещения, стал Боготол.
Уличные фонари могут устанавливаться на столбах, на стенах зданий и сооружений, а также подвешиваться на струнах.

## Типы опор
- Столбы
  - Бетонные
  - Металлические
  - Древесные
- Мачты
- Тросы
- Крепёжные кабели
- Опоры
  - Стены зданий и прочих строений

Фонарные столбы
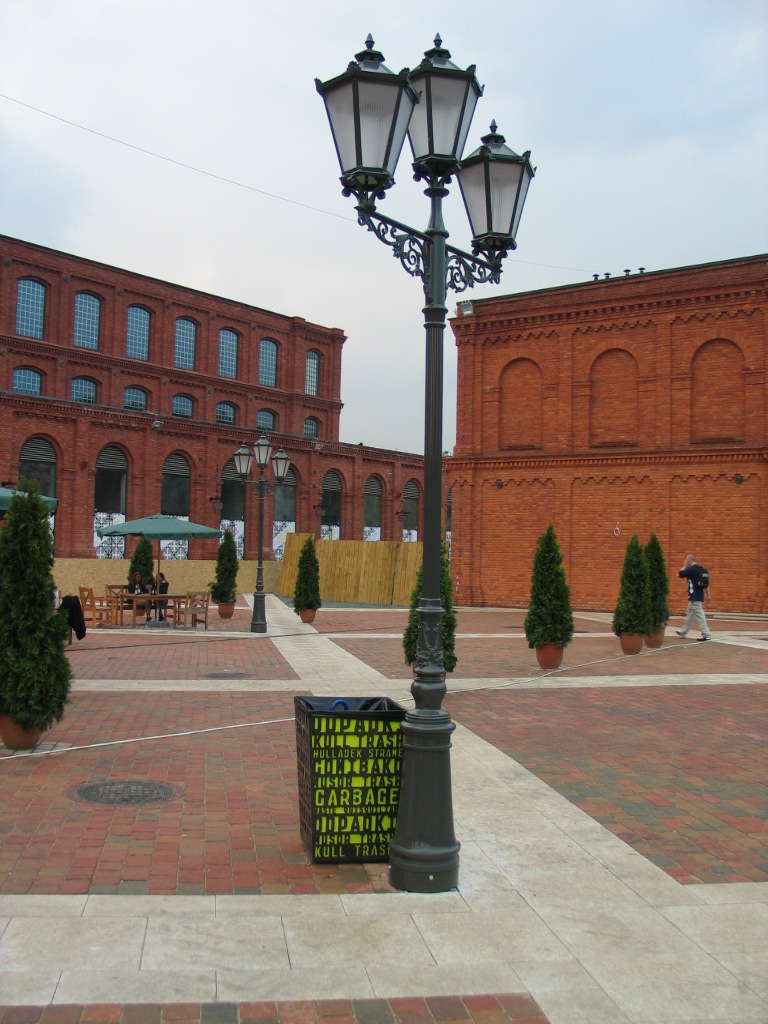
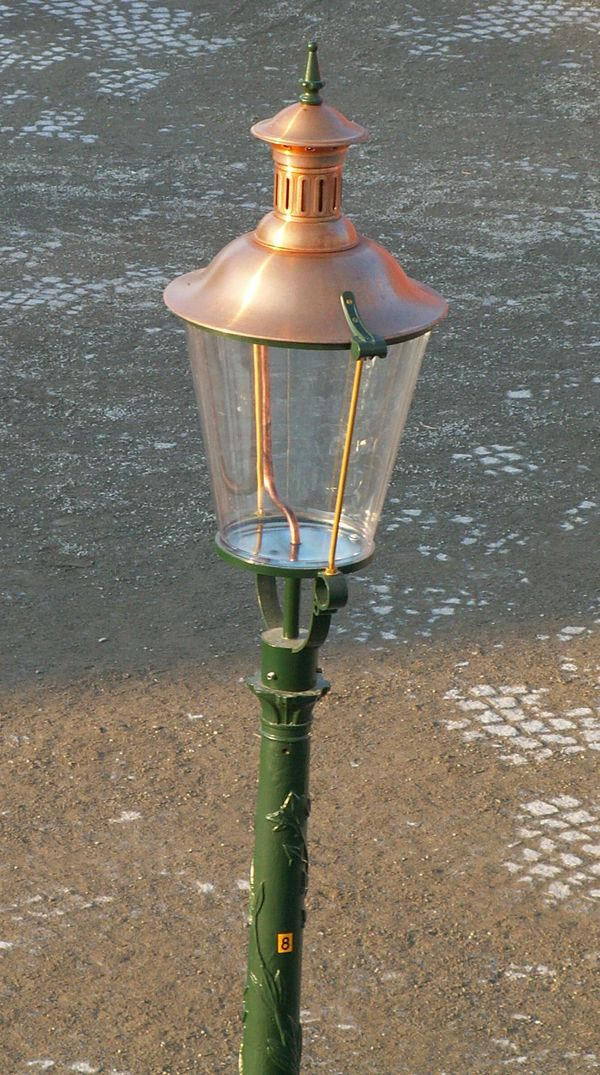
Фонарь, работающий на природном газе
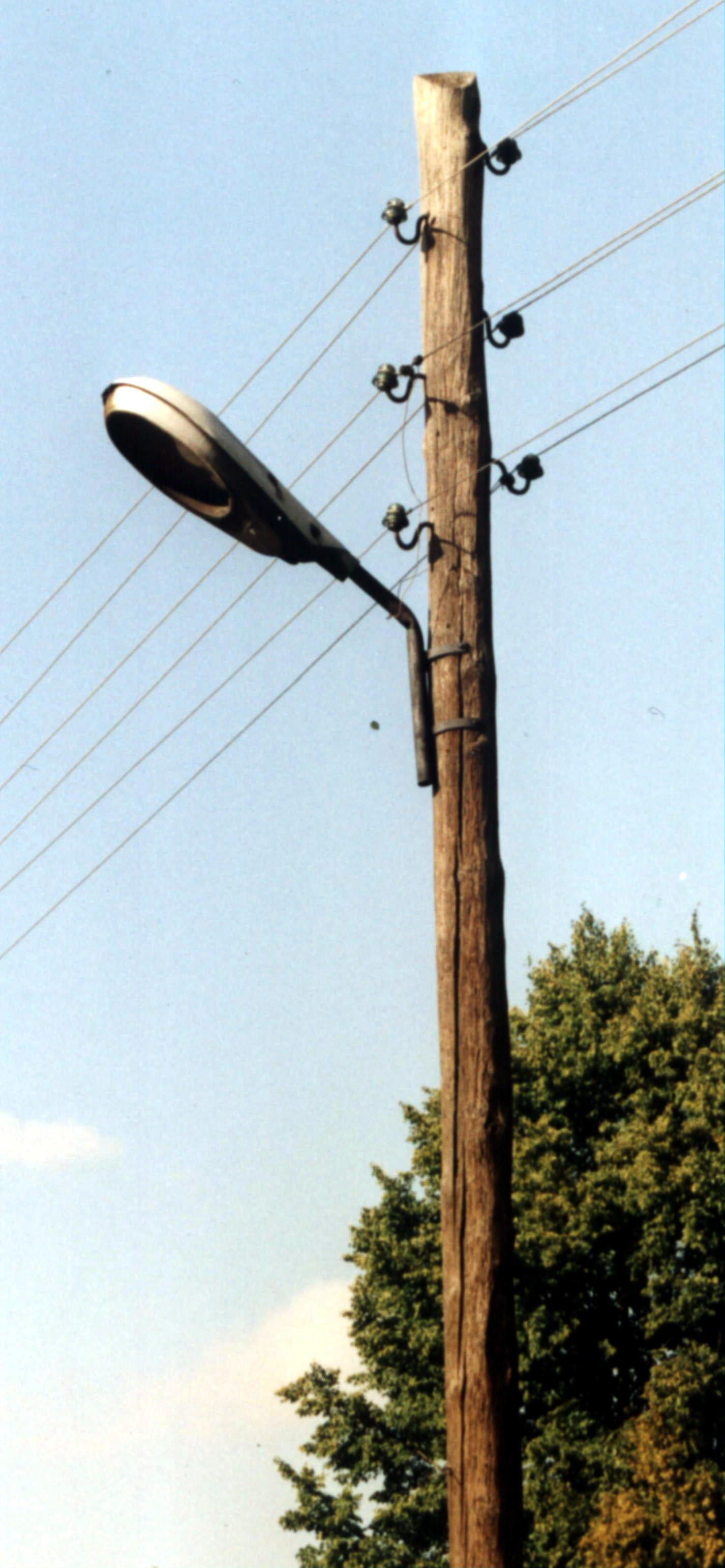
Освещение в сельской местности, фонарь ORZ 7-1-250
Столб с советской символикой, Каменск-Шахтинский
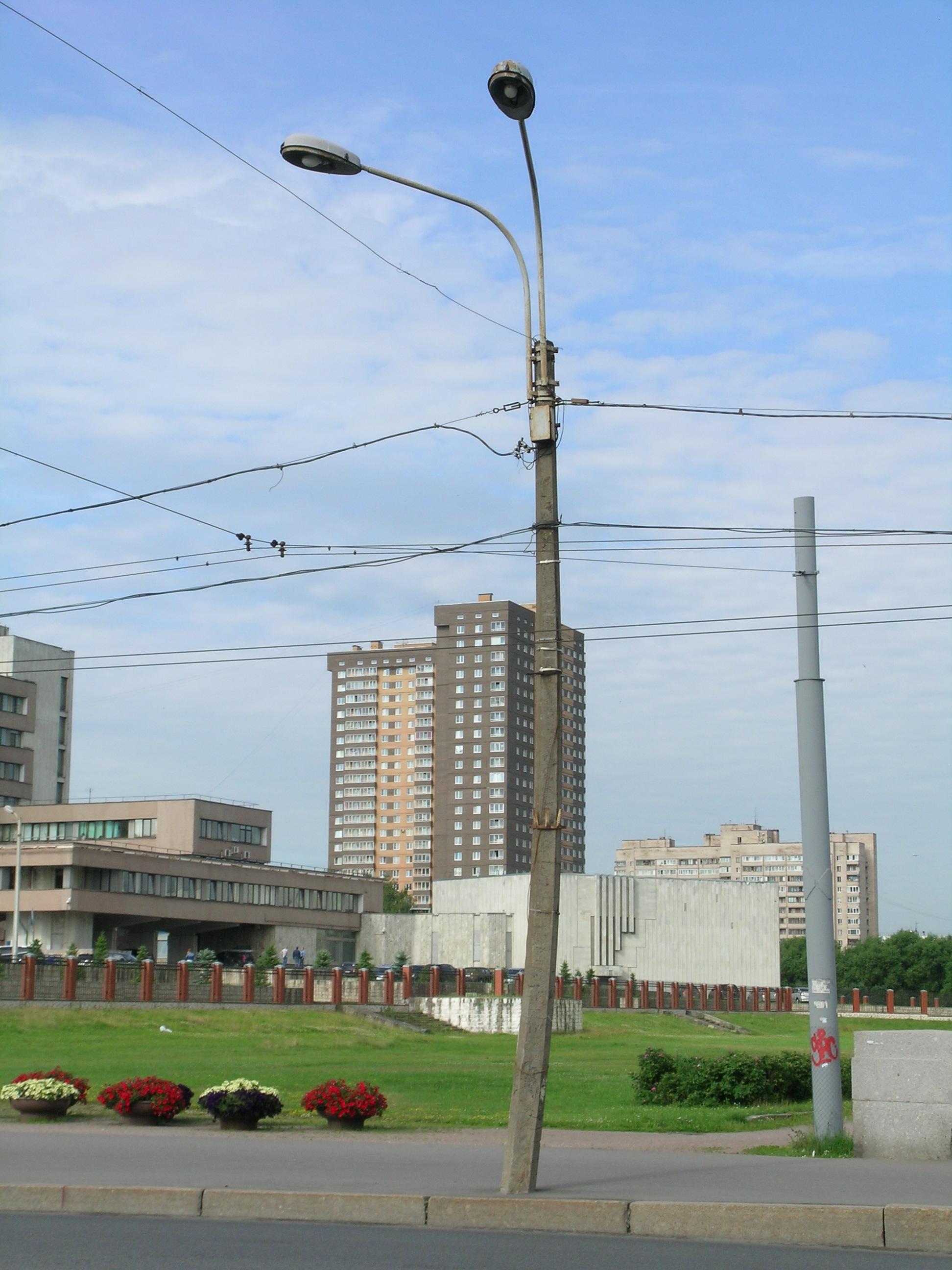
Столб железобетонный изогнутый. СПб
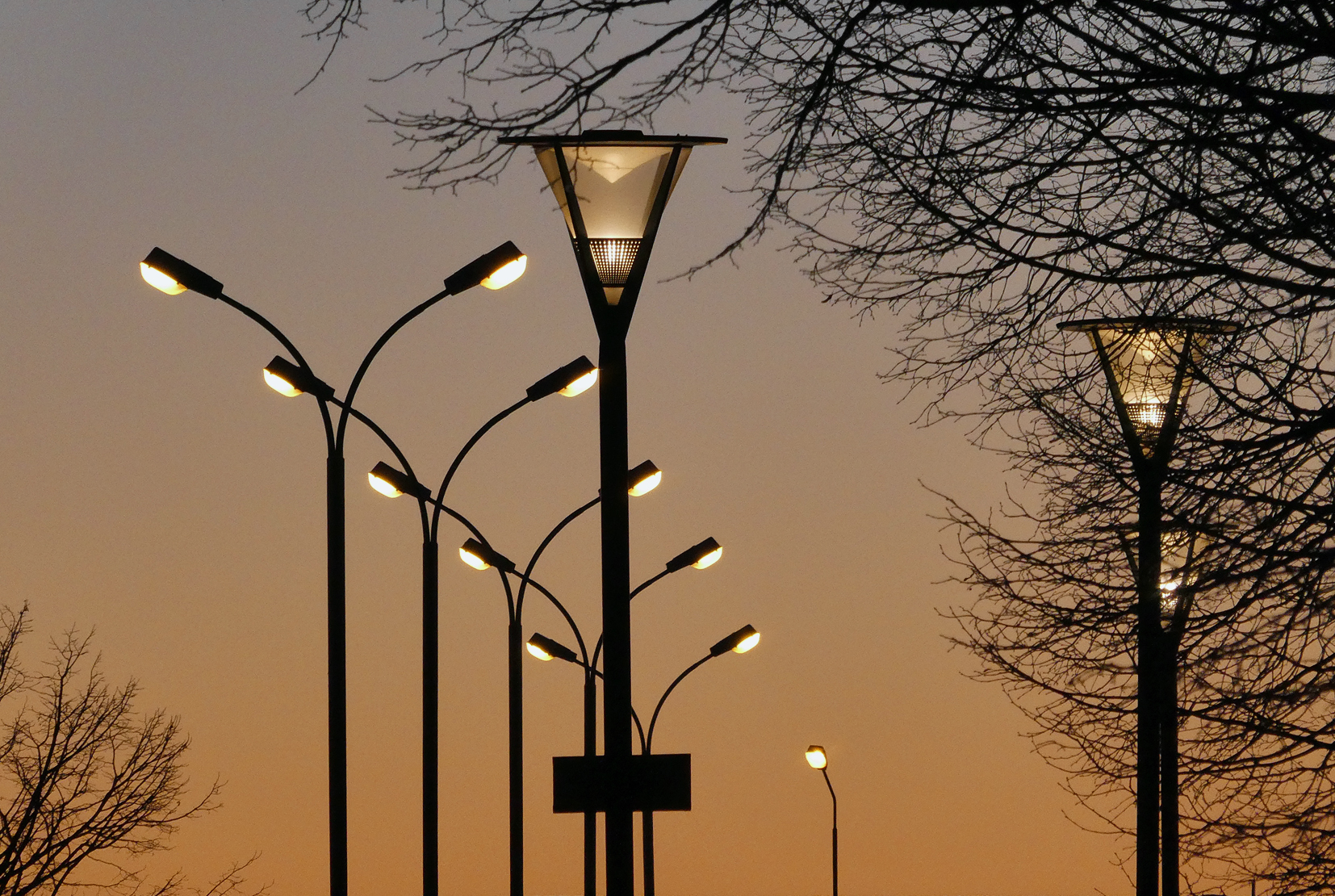
Фонарные столбы. Истад 2021.

## Способы управления электропитанием

Схема датчика для автоматического включения и выключения ламп освещения

- Автоматика: автоматическое включение и выключения ламп освещения производится либо по таймеру, либо при достижении определённого уровня освещённости, который контролируется с помощью датчика — например фотодиода. Также, возможно управление с помощью датчиков движения или присутствия, для экономии электричества и ресурса ламп.
- Ручное управление: лампы включает диспетчер.

Для экономии электроэнергии, часть светильников может быть отключена в ночное время. При этом в вечерние и предутренние часы включены все линии, а в ночное время часть линий отключается, оставляя гореть от 1/5 до 1/10 ламп. Как вариант, в современных светильниках, предусмотрен режим сниженной мощности (горит отдельный маломощный дежурный светодиод). Линия, которая включена всю ночь, называется «ночной фазой», а отключаемая линия «вечерней фазой».

## Отрицательные свойства уличного освещения
Ослепляющий фактор приводит к тому, что свет попадает в глаза прохожим, автомобилистам, вместо концентрации на дороге и освещаемых объектах. В результате воздействия ослепляющего фактора, свет бьет в глаза, контраст освещаемых объектов понижается, что затрудняет их видимость. В итоге, такое освещение приводит к повышенной опасности неверно освещенного участка дороги. Для снижения ослепляющего фактора нижняя часть фонаря должна быть плоской, исключая рассеивание в стороны, фонарь должен быть направлен строго вниз, без наклонов в стороны. Максимальный коэффициент ослепления регулируется СНиП.
Перерасход электроэнергии. Происходит в результате неверного выбора мощности ламп, неверной конструкции и  направленности светильника, а также слишком большой высоты установки светильника.  Зависимость освещенности от расстояния до освещаемого объекта квадратичная, в то время как зависимость освещенности от мощности практически линейная. Значительный вклад в перерасход электроэнергии вносит то, что свет продолжает гореть даже тогда, когда никому в таком количестве не нужен.
Световое загрязнение. Происходит из-за чрезмерной мощности ламп, неверной конструкции отражателя, а также неверной установки светильника, в результате чего часть света освещает ¨бесконечность¨. Также, часть света попадает на те объекты, которые освещать не требовалось. Световое загрязнение имеет многочисленные последствия для экологии и здоровья.
Широкое внедрение энергосберегающих источников белого света, таких, у которых спектр значительно отличается от спектра естественного освещения, вносит вклад в ухудшение здоровья людей.

## История
Самые первые уличные фонари появились в начале XV века. По распоряжению мэра Лондона Генри Бартона в 1417 году стали вывешивать уличные фонари.
В начале XVI столетия жителей Парижа обязали держать светильники у окон, которые выходят на улицу. Первая система городского уличного освещения была создана ещё в XVII веке в Амстердаме, по инициативе Яна ван дер Хейдена, который в первую очередь был известен как организатор городской пожарной охраны. В 1668 году он предложил установить уличные фонари, чтобы по ночам горожане не падали в каналы (набережные большинства каналов, которыми славится этот город, не имеют перил), для борьбы с преступностью и для облегчения тушения пожаров (так как при искусственном свете было легче координировать действия пожарных). Проект Ван дер Хейдена предусматривал установку двух с половиной тысяч масляных фонарей, конструкция которых была разработана им самим.
В 1669 году Ян ван дер Хейден получил должность Директора и инспектора городского освещения (directeur en opzichter van de Stadsverlichting), к которой прилагалось ежегодное жалование в размере двух тысяч гульденов. Фонари системы Ван дер Хейдена использовались в Амстердаме до 1840 года, после чего их сменили более современные светильники.

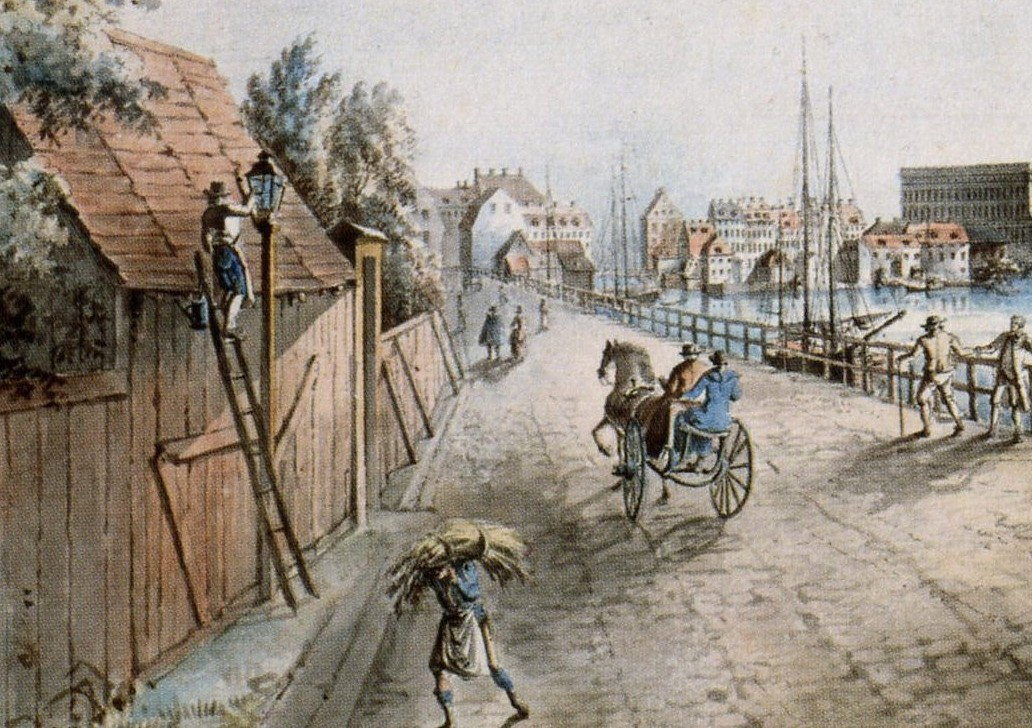
Фонарщик в Стокгольме, картина 1790 года

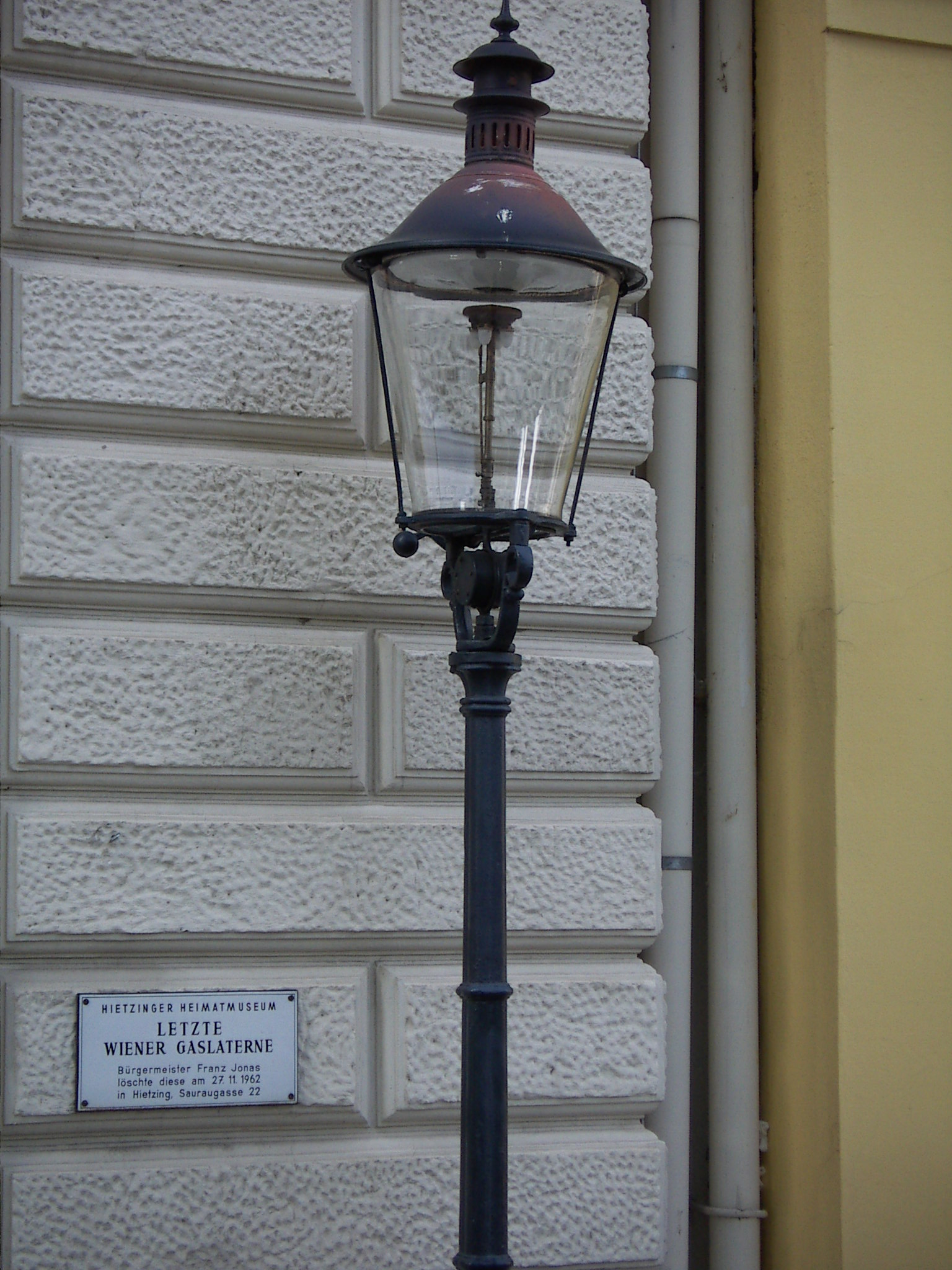
Последний газовый фонарь Вены

Очень скоро амстердамское новшество позаимствовали и другие города. В 1682 году город Гронинген заказал 300 фонарей конструкции Ван дер Хейдена. Не отставала и заграница: в том же году городское освещение системы Ван дер Хейдена было введено в Берлине.
В России уличные фонари появились при Петре I — в 1706 году в тогдашней столице — Санкт-Петербурге, на фасадах некоторых домов около Петропавловской крепости. Первые стационарные светильники появились на петербургских улицах в 1718 году. Регулярное уличное освещение было введено в 1723 году в тогдашней столице — Санкт-Петербурге, когда на Невском проспекте были установлены масляные фонари.
«Днём рождения» городского освещения Москвы считается 25 октября 1730 года, когда Московский магистрат издал указ «О сделании для освещения в Москве стеклянных фонарей».
Поначалу фонари давали относительно мало света, поскольку в них использовались обыкновенные свечи и масло. Применение керосина позволило значительно увеличить яркость освещения. В 1765 году в Париже более 5500 свечных фонарей заменили на более эффективные масляно-рефлекторые, в которых свет отражался 
от установленной под определённым углом блестящей пластины-рефлектора. Постепенно такие фонари внедрялись и в других европейских городах. 
Газовые фонари появились в начале XIX века. Их изобретателем был англичанин Уильям Мердок. В 1807 году фонари новой конструкции были установлены на улице Пэлл-Мэлл и вскоре покорили все европейские столицы. Они были на порядок ярче масляных предшественников. Светильный газ получали сухой перегонкой (термическим разложением) древесины или каменного угля. В 1820 году каменноугольный газ был использован для уличного освещения Парижа. В России применение газа для освещения городских улиц началось в 1835 г. в Санкт-Петербурге.

### В эпоху электричества

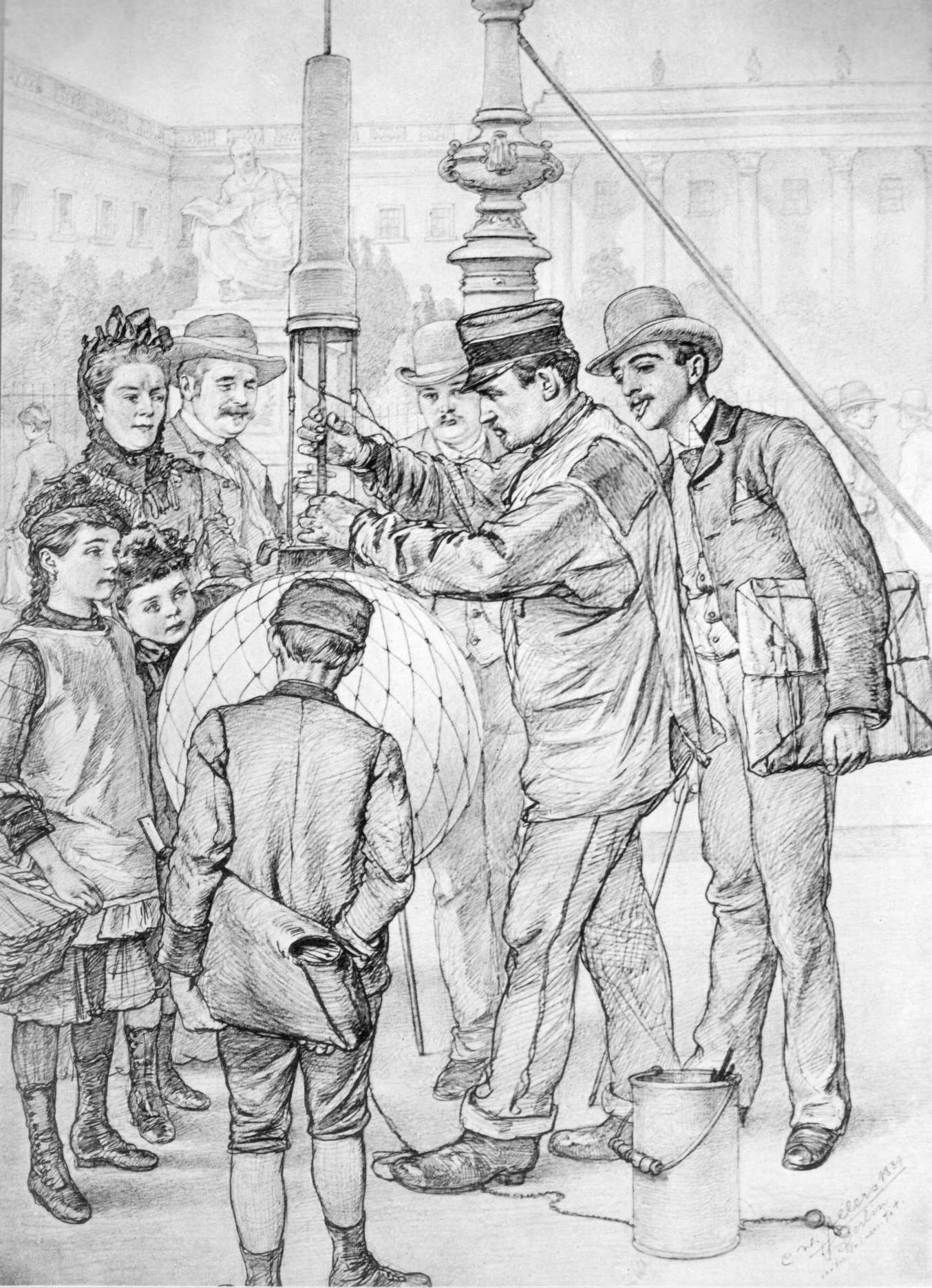
Замена электродов угольной дуговой лампы

В конце XIX века — с изобретением электричества и электрической лампы на смену газовым фонарям пришли фонари с электрическими лампами. Первые электрические уличные фонари в Москве появились в 1880 году. 
Во второй половине XIX века были разработаны два типа электрических ламп: угольная дуговая лампа (свет создаётся электрическим разрядом, проходящим между двумя угольными стержнями) и лампа накаливания (свет создаётся пропусканием электрического тока через проводник). Дуговые лампы потребляли слишком много энергии, поэтому со временем они уступили места более энергоэффективным лампам накаливания, которые постепенно распространялись в городах со второй половины XIX века. Первые электрические фонари по-прежнему зажигались фонарщиками вручную, 
как и газовые. В Москве централизованная система управления городским освещением, с помощью которой можно было включить и выключить фонари во всём городе сразу, была полностью реализована лишь в 1941 году. 
Необычный оранжевый свет импортных консольных светильников с натриевыми лампами высокого давления, которые были установлены в Москве в 1975 году на Охотном ряду и Лубянке, надолго стал визитной карточкой города.
В 1970-х годах известный американский специалист по ракетной технике Краффт Эрике предложил ночью освещать улицы городов из космоса отражённым солнечным светом при помощи специального спутника с очень большой отражающей поверхностью, названного автором Лунеттой, светящего в 10—100 раз ярче полной Луны. Предполагалось развернуть этот отражатель в 1987—1989 гг. с затратами порядка 15 млрд долларов, однако проект не был осуществлён.